# فانيا ميندل
جمعية تنظيم الأسرة الأمريكية
فانيا إيزيا ميندل (15 ديسمبر 1894- 18 يوليو 1969) كانت أمريكية نسوية وناشطة وفنانة مسرح.

## الحياة والمهنة
ولدت ميندل في مينسك، روسيا في 15 ديسمبر 1894. هاجرت إلى بروكلين، نيويورك في عام 1906 مع والديها وعائلتها، وأصبحت مواطنة أمريكية في عام 1919. كانت فنانة بارعة، وأصبحت مصمّمة أزياء وكواليس مسارح برودواي في نيويورك. قامت ميندل بترجمة المواد الدرامية من الروسية إلى الإنجليزية بما في ذلك نسختها من مسرحية مكسيم غوركي، "A Nights Lodging"، التي تم عرضها في مسرح بلايموث في عام 1920.  كان إدوارد ج. روبنسون من بين الفنانين. كانت فانيا أيضًا مالكة لـ«روسيا الصغيرة»، وهو متجر صغير في قرية غرينتش، قبالة ميدان واشنطن مباشرةً حيث احتوى تحف روسية، ولكن شغفها الحقيقي كان لقضايا نسوية وتقدمية. 
بصفتها ناشطة سياسية شابة في عام 1916، قابلت مارغريت سانغر، المؤلفة الآن من الحركة النسائية وشقيقتها إثيل بيرن. وافتتحت معًا هذه النساء الثلاث أول عيادة لتحديد النسل في الولايات المتحدة في بروكلين تعرف باسم «عيادة براونزفيل» (على براونزفيل في بروكلين التي كانت تقع فيها). تسببت العيادة في ضجة فورية من الصحافة، وقوبلت باهتمام على الصعيد الوطني، وتم القبض على النساء الثلاث وحوكمن على «توزيع منشورات داعية للفجور».
«راقبت الشرطة العيادة من افتتاحها وأرسلت إناث كعميلات متخفيات لشراء لوازم منع الحمل. في 26 أكتوبر (تشرين الأول) 1916، داهمت امرأة من الشرطة السرية وضباط مكافحة الرذيلة العيادة، وصادرت مجموعة متنوعة من وسائل منع الحمل، جنبا إلى جنب مع 20 نسخة من 'كتب عن الشابات' ، واعتقلت سانغر، بيرن وميندل. بعد استدعائهن قضتا سانجر ومينديل الليلة في سجن شارع ريموند، بينما قضت بايرن ليلتها في محطة ليبرتي أفينيو. وأطلق سراحهن جميعًا في صباح اليوم التالي بكفالة بقيمة 500.00 دولار.» 
تم إدانة جميع النساء الثلاث، ولكن في النهاية تم نقض الحكم، وكُللت حملتهن بالنجاح، مما أدى إلى تغييرات كبيرة في السياسة الاجتماعية وإلى القوانين التي تحكم تنظيم النسل والتربية الجنسية في جميع أنحاء العالم.  أغلقت العيادة ولكنها أصبحت فيما بعد الأساس لما أصبح يعرف باسم تنظيم الأسرة.
في 3 ديسمبر 1929، تزوجت فانيا من رالف إدموند لوكليرك رودر، باحث ومؤرخ ومؤلف شارك في اهتمامها بالدراما والمسرح، ومهتم بالقضايا اليسارية. سافر الزوجان كثيرا - في أوروبا ومنطقة البحر الكاريبي وهايتي في ثلاثينيات القرن الماضي - ولكن يبدو أنهما كانا واقعين في حب المكسيك في الأربعينيات من القرن الماضي. وقد كان شقيق فانيا، جايكوب«بوب» ميندل، ومهنته طبيب أسنان أحد أعضاء الحزب الشيوعي وحوكم لاحقًا وسُجن بموجب قانون سميث.  وقد تكون وجهات نظر شقيقها وارتباطه بالقضايا اليسارية لها أثر في قرار الزوجين بالانتقال إلى المكسيك بحلول الخمسينيات عندما كانت المكارثية سائدة في الولايات المتحدة. حيث لجأ خلال هذه الفترة العديد من الناشطين السياسيين والفنانين والمثقفين من الولايات المتحدة إلى المكسيك. أمضت فانيا وزوجها معظم حياتهما اللاحقة هناك كمغتربين في مدينة مكسيكو، حيث درس رالف وأعد عددًا من الكتب بما في ذلك سيرة ذاتية بينيتو خواريز، وكُرّم بها بأعلى جائزة أدبية في المكسيك، وهي جائزة Orden del Águila Azteca.
توفيت فانيا وزوجها عام 1969 في مدينة مكسيكو وتوفيت فانيا في 18 يوليو وزوجها في أكتوبر. ودفن كلاهما في مقبرة بانتون دي دلوريس.

## روابط خارجية
- فانيا ميندل على موقع قاعدة بيانات برودواي على الإنترنت (الإنجليزية)